# Lançarote de Freitas
Lançarote de Freitas, más conocido como Lançarote de Lagos o Lançarote da Ilha, fue un marino y explorador portugués del siglo XV, recordado sobre todo como comerciante de esclavos que actuó desde Lagos liderando dos grandes incursiones esclavistas portuguesas en la costa del África Occidental en 1444-1446. 

## Antecedentes

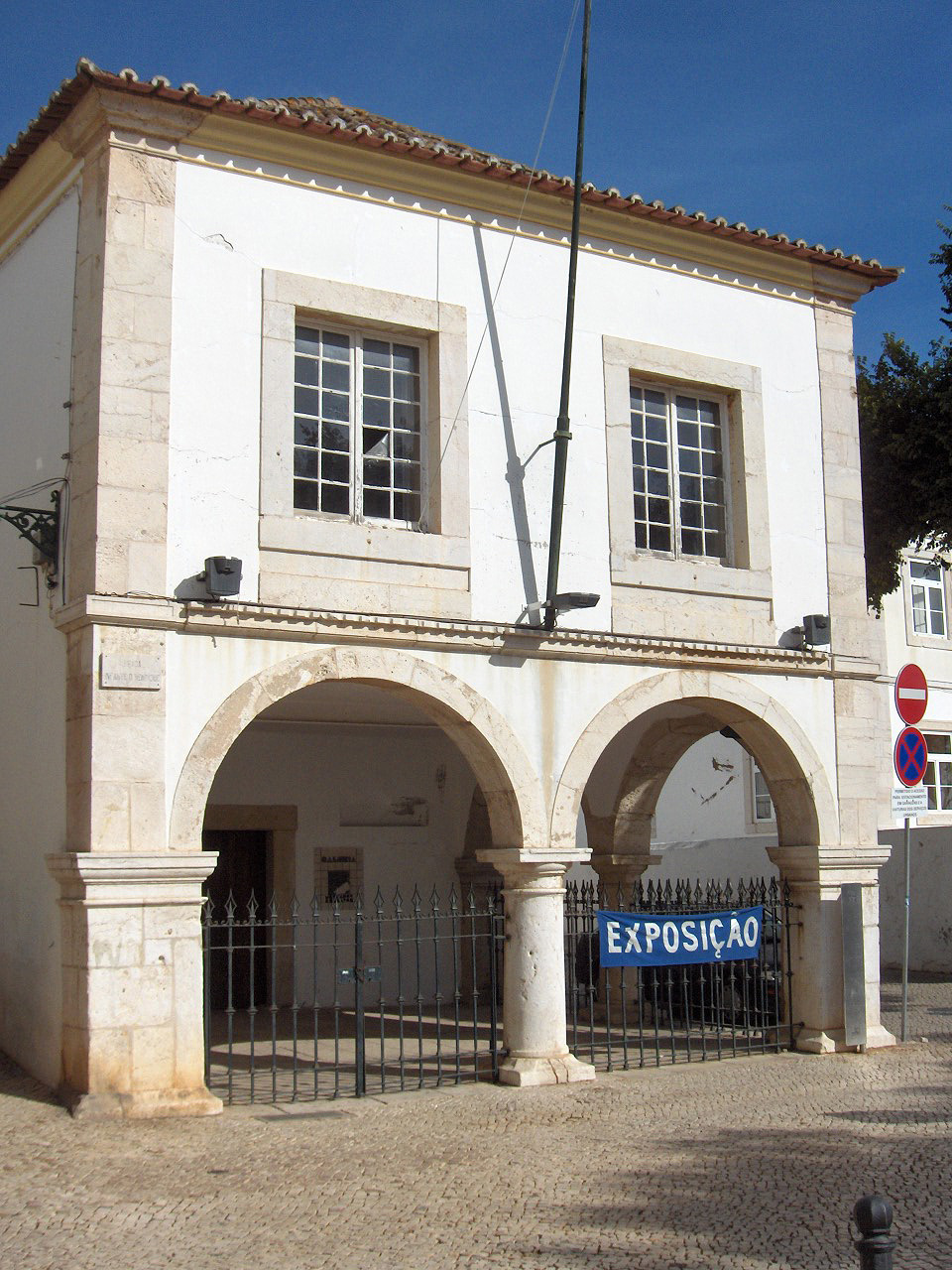
Antigua Aduana de Lagos, lugar del primer mercado de esclavos africanos en Portugal

Lançarote de Freitas (mejor conocido simplemente como Lançarote de Lagos) se formó como escudero y chambelán de la casa del príncipe portugués Enrique el Navegante. En algún momento de la década de 1443 o de principios de 1440, Lançarote fue nombrado por Enrique como almoxarife (recaudador de aduanas) de Lagos, entonces una pequeña localidad del Algarve, en el sur de Portugal que será importante en la era de los Descubrimientos.
Las expediciones navales que Enrique el Navegante había estado enviando costa abajo por el África Occidental por lo menos desde principios de la década de 1430 habían, durante sus primeros años, obtenido pocos beneficios. Habían navegado en su mayoría a lo largo de la costa del desierto del Sahara, sin asentamientos indígenas a la vista o encuentros dignos de mención. Sin embargo, en 1443, uno de los capitanes de Enrique, Nuno Tristão, regresó de una expedición con unos 14 nativos africanos cautivos, bereberes Sanhaja apresados en pequeños asentamientos de pescadores que se encontraban en la bahía de Arguin. La perspectiva de realizar más incursiones esclavistas fáciles y rentables en terrenos alrededor de los bancos de Arguin despertó el interés de numerosos comerciantes y aventureros portugueses.
Ese mismo año (1443), el príncipe regente Pedro de Coímbra concedió a su hermano Enrique el Navegante el monopolio exclusivo sobre todo el comercio al sur del cabo Bojador. Un consorcio de comerciantes de Lagos (a veces referido como la Companhia de Lagos, aunque probablemente no fuese más que una asociación temporal de comerciantes, más que una compañía en el sentido estricto), solicitó a Enrique una licencia. Posiblemente a causa de su relación íntima con Enrique, los comerciantes de Lagos eligieron a Lançarote como su cabeza.

## Primera incursión esclavista (1444)

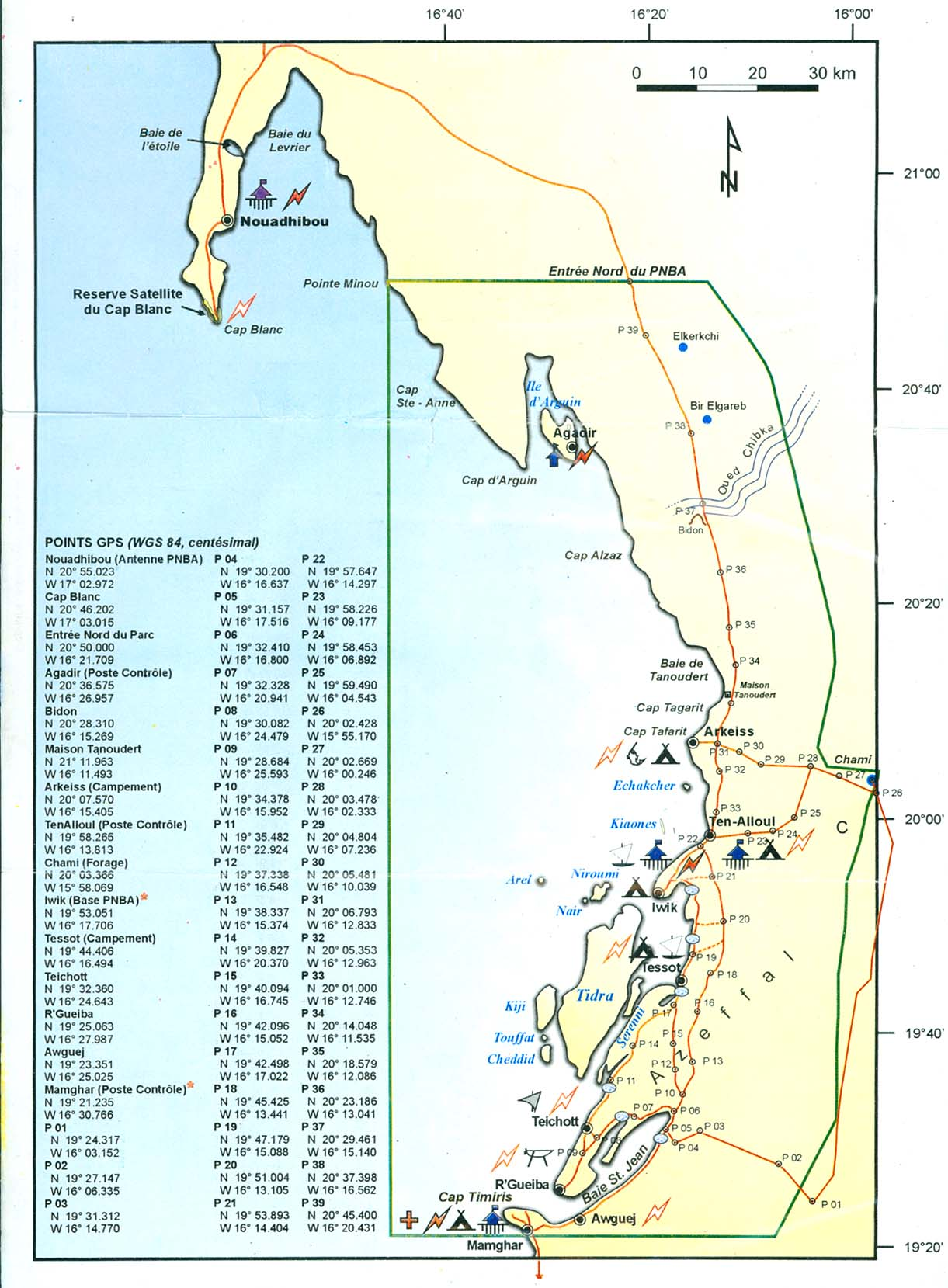
Mapa de la bahía de Arguin

Después de haber adquirido su licencia, la compañía de Lagos equipó una flota de seis barcos y unos treinta hombres que partieron para los bancos de Arguin en la primavera de 1444. Esos seis capitanes suelen registrarse como:
- 1. Lançarote de Freitas;
- 2. Gil Eanes;
- 3. Estêvão Afonso;
- 4. Rodrigo Álvares;
- 5. João Dias;
- 6. Incierto (mencionado tanto como Martim Vicente, Gil Vasques, João Bernaldez o incluso Gonçalo de Sintra).

La flota de Lançarote se dirigió directamente hacia el extremo sur de la bahía de Arguin, donde Nuno Tristão había dicho que estaban los poblados pesqueros. Una redada antes del amanecer en Nar (isla Nair) produjo el primer conjunto de cautivos. Esta incursión fue seguida por otras en la isla vecina mayor de Tider (isla Tidra) y de Cerina (península de Serenni). En apenas unos días, la flota de Lagos había tomado unos 235 cautivos nativos bereberes indefensos. La población restante, después de huir de los asentamientos costeros se escondió en el interior del país, teniendo poco sentido para los portugueses permanecer en la zona. En agosto, la flota estaba de vuelta en Lagos con su carga humana.
El espectáculo del desembarco, el reparto y la venta de los esclavos de Arguin en Lagos, en presencia del príncipe Enrique, montado en su caballo, se describe en detalle en la desgarradora Chronica do Descobrimento e Conquista da Guiné (1453) de Gomes Eanes de Zurara. Por esta empresa lucrativa, Lançarote fue nombrado caballero por Enrique sobre el terreno (a pesar de que, según Zurara, Enrique regaló su propia asignación, unos 46 esclavos a los que tenía derecho como concedente de la expedición, entre sus capitanes y sirvientes domésticos).

## Segunda incursión esclavista (1445/46)
Lançarote organizó una segunda flota de Lagos para otra gran incursión esclavista en 1445 (o 1446). Esa nueva flota estaba compuesta por 14 barcos, siendo sus capitanes:
- 1. Lançarote de Freitas;
- 2. Soeiro da Costa (alcaide de Lagos y cuñado de Lançarote);
- 3. Álvaro de Freitas (probablemente un pariente de Lançarote);
- 4. Gomes Pires (capitán de la carabela del rey);
- 5. Rodrigo Eanes Travassos (de la casa del regente Pedro de Coímbra);
- 6. un caballero conocido como Palançano (a bordo de una fusta);
- 7. Vicente Dias de Lagos;
- 8. Martim Vicente;
- 9. un capitán apodadoPicanço (se especula que fuera Diogo Gomes);
- 10. Lourenço Dias

y, más especulativamente:
- 11. Diego Gonçalves;
- 12. Pedro Alemão;
- 13. Gil Gonçalves;
- 14. Leonel Gil (hijo de Gil Eanes).

Esta flota se dice que habría llevado a Gil Eanes y a Estêvão Afonso como pasajeros.
Partiendo en agosto de 1445 (o de 1446), esa flota de Lagos fue sólo una de las varias flotas que partieron de Portugal para los bancos de Arguin ese año. Atrapado por el mal tiempo, Lançarote llegó al cabo Blanco con sólo nueve barcos juntos, siendo los restantes separados. Se procedió a la parte norte de los bancos de Arguin, anclando en la ilha das Graças (incierta, posiblemente la isla Madeleine o la isla Pelícanos). Allí, Lançarote fue recibido por uno de sus barcos desaparecidos, el de Vicente Dias, que se había adelantado y tropezado con una pequeña flota de Lisboa de tres barcos, encabezada por Dinis Eanes de Grã, que los habían precedido y devastado las poblaciones del extremo norte de la bahía, tomando a unos 100 cautivos. Por sugerencia de Gra, la flota de Lançarote, ya con trece barcos (sólo la fusta de Palançano permanecía en paradero desconocido) atacaron la isla de Arguin de nuevo (tomando cuatro cautivos), y luego se dirigieron a la parte sur de la bahía de Arguin, tomando 57 rehenes en Tider y otros 5 en algún lugar más abajo (posiblemente alrededor del cabo Timris). El elemento de sorpresa se había perdido y el grueso de la población ya había evacuado la costa, siendo los cautivos de Lançarote principalmente miembros de las tribus bereberes Sanhaja que habían decidido quedarse y dar batalla.
Insatisfecho con el escaso número de cautivos y dándose cuenta de que la bahía de Arguin estaba demasiado desierta, Lançarote decidió llevar su flota al sur para atacar las tierras de los wólof de Senegal, que habían sido descubiertas (pero aún no asaltadas) por Nuno Tristão y Dinis Dias el año anterior. Sin embargo, no todas las naves partieron en el viaje, ya que varias estaban sin suministros. Por ello Lançarote repartió su flota, llevando tan sólo seis o siete carabelas con él y enviando las restantes de vuelta a Lagos bajo el mando de Soeiro da Costa (algunas llevaron  en su camino a casa a cabo una incursión esclavista no autorizada en las islas de La Palma y La Gomera, en las islas Canarias).
La escuadra de Lançarote llegó pronto a punta Berbería, la desembocadura del río Senegal, que todavía permanecía inexplorado. Lançarote envió a Estêvão Afonso en un desembarcó a buscar río arriba asentamientos. La exploración no llegó muy lejos. Al aventurarse a tierra en un punto a lo largo de la orilla del río, Afonso secuestró a dos niños wólof de la cabaña de un leñador local, sólo para ser perseguido y golpeado con furia por su padre. Habiendo apenas escapado con vida, se puso en marcha de inmediato regresando a las carabelas que le esperaban.
Después de enviar de vuelta otra carabela a Lagos, Lançarote procedió con sus cinco naves restantes alrededor del cabo Verde en la bahía de Dakar. La escuadra desembarcó en la isla de Bezeguiche (isla de Gorea), donde se encontraron con un marcador que dejó Álvaro Fernandes, un explorador portugués de Madeira que les había precedido allí sólo unas pocas semanas antes. Fernandes había tratado de tomar unas pocas canoas wólof cautivas, con el resultado de que los wólof del continente ya estaban alerta y en armas contra los barcos a su llegada. No dándose cuenta del todo de esto, Lançarote envió a Gomes Pires en un bote a tierra firme para establecer contacto con los jefes wólof, pero su intento fue impedido por una lluvia de flechas.
Fracasada su primera estrategia, Lançarote ordenó a los portugueses preparar un ataque contra los pueblos wólof del continente al estilo de Arguin, pero esto no llegó a nada. Antes de poder organizar el ataque, una repentina tormenta envolvió la zona y obligó a las carabelas portuguesas a salir fuera de la bahía de Bezeguiche, dispersándolas en varias direcciones.
Lançarote logró mantener otras dos carabelas (Álvaro de Freitas y Vicente Díaz), junto a él, pero perdió de vista las otras dos. Al darse cuenta de que eran pocos para lanzar un ataque a los wólof continentales, el trío de barcos de Lançarote zarpó de nuevo a los bancos de Arguin, donde anclaron en Tider y tomaron otros 59 cautivos, antes de regresar a Lagos. Los otros dos barcos (Lourenço Dias Gomes y Pires) regresaron a Portugal por sí mismos (Pires haciendo una breve parada en cabo Blanco, para comprar algunas pieles de foca y esclavos a algunos comerciantes bereberes).
Poco más se sabe acerca de Lançarote de Lagos. En número de cautivos, la expedición de 1445/6 había sido algo decepcionante (por lo menos en relación con la primera expedición de 1444). Las perspectivas para futuras incursiones esclavistas parecían sombrías. Los bancos de Arguin fueron devastados y era poco probable que las poblaciones bereberes volviesen a las costas en un número significativo, o que se dejasen tomar por sorpresa. Las costas senegaleses dominadas por los wólof eran demasiado fuertes y estaban alerta ante los grupos de aventureros portugueses en busca de esclavos. Si las redadas de esclavos iban a tener alguna posibilidad de éxito, el elemento sorpresa era necesario, lo que significaba navegar ahora muy por debajo de Senegal a nuevos cotos de caza —expediciones más largas que requerían más suministros y probablemente más capital del que los comerciantes de Lagos estaban dispuestos a afrontar o los capitanes dispuestos a navegar—. El asesinato de Nuno Tristão y su tripulación el siguiente año (1446 o 1447) probablemente enfrió el escaso entusiasmo entre los comerciantes de Lagos para renovar las redadas de esclavos.